# Външна политика на Либия
Либия не е с многобройно население, но поради особената харизма на лидера си Муамар Кадафи изпъква в международното политическо пространство.
Историческото първоначално заселване на Либия с арабизирани бербери от племето кадафа, се вплита в историята на големия Средиземноморски район. Бил е част от финикийския Картаген и попада под гръцко и римско управление, а през 7 век и под арабско владичество.
През 16 век Либия попада под властта на Османската империя. Местните управляващи са назначавани от Константинопол и са имали самостоятелност в управлението. Триполи е бил основен град по пътя на керваните, които са минавали от Африка към средиземноморските страни.
През 1911 г. италианците атакуват разбунтувалата се Триполитания. Историята свършва след потушаване на въстанието от Италия. Те обединяват Триполитания с Киренайка и мястото става колония с името Либия. Постепенно италианското влияние се разпространява към областта Фецан в района на Сахара.
Либия е населена с номади, с приблизително 90% пустинна територия, бедна и особено трудна за контрол. Номадското население е принудено да се засели в постоянни места за живот, улесняващи събиране то на данъци и държавен контрол. Това води до вълнения, потушавани със сила.
След Втората световна война страната получава независимост със Съюзническия мирен договор, сключен с Италия. През 1969 г. чрез държавен преврат Муамар ал-Кадафи идва на власт в Либия, с което се слага край на монархическата традиция. Кадафи отхвърля и западния капитализъм и съветския комунизъм, следвайки независим курс.

## Гражданска война
15.02.2011 г. се свързва със започналия бунт в Бенгази срещу диктатурата на режима на Муамар Кадафи. Причина за това са сблъсъците между протестиращи и силите за сигурност. След четири дни масовите протести обхванали цялата страна, преминали във въоръжено организирано въстание, прераснало в гражданска война. Скоро след това Африканския съюз и Кадафи излизат с предложение към опозиционния Национален преходен съвет за спиране на бойните действия, което не е прието.
Събитията са последвани с жестоко потушаване на бунта, което е осъдено от международната общност. Поради това на 19 март следва крупна военна операция от страна на коалиционните сили в посока изпълнение на Резолюция 1973 на Съвета за сигурност на ООН, насочена към създаване на забранена за полети зона.
Развитието на събитията активира НАТО, ООН, Франция, Великобритания, Арабската лига, САЩ. След бомбардиране в продължение на четири месеца, Националния преходен съвет успява да превземе столицата Триполи. Опозицията получава помощ от НАТО, Швеция, Арабската лига. Избягалият Муамар Кадафи е заловен на 20 октомври в родния му град Сирт, след което е убит.
Националният преходен съвет обявява края на войната на 23 октомври.
Отношения със САЩ
По отношение на външната политика, най – обтегнати са отношенията със САЩ. Кадафи действа особено активно за подкрепата си по линия на крайните групировки, които са срещу западните страни. По този начин Либия се изолира от Съединените щати. През 1986 г. се извършва американско въздушно нападение над Бенгази и Триполи, целящи унищожаване силите на Кадафи. Градският му апартамент е сринат, при което загива осиновената му дъщеря.
Акт на отмъщение представлява взривяването от либийски агенти на самолет на американската въздушна компания „Пан Америка“ през 1988 г. в небето над Шотландия. Загиват 270 души, а отношенията между страните допълнително се изострят, което довежда през 1992 г. до налагането на санкции. Едва след 1999 г., когато виновните агенти са изправени пред съда в Амстердам, наложеното от ООН икономическо ембарго е вдигнато.
Отношения с Европейския съюз
Отношенията на Либия с Европейския съюз търпят еволюционно развитие, следвайки характерната тенденция към диалог, нормализация и сътрудничество. ЕС още през 1996 г. отменя налаганите дълги години санкции, повод за които е убийството през 1984 г. на британска полицайка. Остава единствено забраната за търговия с оръжие. След засичане от британските власти на елементи за ракета тип „Скуд“, които са изпратени от Тайван през Малта за Либия, се отменя поканата на ЕС към Кадафи за посещение в Брюксел. По-късно препятствията са отстранени и през 2004 г. либийският полковник прави историческа визита в столицата на Белгия. Тема на срещата е привличането на Либия към многостранната дипломация в Африка и Средиземноморието.
Приоритети на сътрудничеството са гаранцията за стабилността и мира, сигурността, мерки в областта на миграцията, културния обмен, икономическата реформа. Европейският съюз от своя страна поема ангажимент да приеме Либия за член на Барселонския процес, който стартира в 1995 г. Либия и Европейският съюз с готовност декларират сътрудничество по отношение на интеграцията и развитието на африканския континент. Като съществен нерешен въпрос в двустранните отношения е посочен проблема с българските медици Архив на оригинала от 2014-11-29 в Wayback Machine. в Бенгази.
Отношенията поемат в положителна посока, след отказа на Кадафи от програмите за оръжията за масово поразяване, което дава възможност, обнадеждаваща перспектива за реинтегриране на Либия в международното политическо пространство. В областта на дипломацията и външната политика се наблюдава поврат към реализирането на сътрудничество, но пред джамахирията стоят въпросите за модернизиране на стандартите по отношение на защитата на правата на човека и въвеждането на институциите на съвременната демокрация.

### Отношения с Египет
След като съседните на Либия страни стават независими, първоначално отношенията с Египет се развиват в посока на сътрудничество.
През 2011 г. много наблюдатели прогнозират, че отношенията между Либия и Египет ще станат по-близки, след като и двете страни са изложени на сходни революционни събития, последвани от опити за демократичен преход. Но през следващите години осъществяването на тази прогноза изглежда малко вероятно. Политическите реалности и идеологическите различия водят до една развръзка, която е доста спорна.
Днес напрежението произтича от невъзможността на централното правителство на Либия да контролира събитията протичащи в страната, особено в източната зона. Това е отчасти в резултат на невъзможност за контрол на групи, които бродят в страната, както и от предизвикания от тях хаос. Опитите на Общия национален конгрес да затвърдят централната власт се провалят.
Египет е засегнат от тази нестабилност по много начини. Египтяните, живеещи в Либия, са били подложени на насилие; много от тях работят там от години; напрежението е голямо по отношение на натиска на ислямистки групи от Либия и Египет се превърна в път за трафик на оръжие от Либия.
Друга област на потенциално сътрудничество между Египет и Либия са инвестициите. Въпреки че паричните преводи на работещите в Либия са много важна част от египетската икономика, икономическите интереси на Египет в Либия обхващат и ценни възможности за договори, особено в строителния сектор, както и по отношение на инфраструктурните проекти. Четири протокола за сътрудничество вече са подписани между либийски и египетски министерствата на жилищното строителство в областта на градското планиране, обучение и финансирането на недвижими имоти.
Въпреки че заплахата за сигурността на двете страни е ясна, държавните служители от всяка страна са в противоречие по отношение на причините за несигурността, както и за това как да се решат проблемите. Египет вярва, че либийските въоръжени групи са виновни за контрабандата и насилието на границата и че се изисква по-твърда ръка към тях, докато либийските представители твърдят, че лицата, отговорни за трафика на оръжие и насилие, са елементи от мрежата на Кадафи. Либия смята, че единственият начин за подобряване на сигурността по границата е да се екстрадират тези елементи, за което египетското правителство не е готово.
Въпреки че Египет не може да екстрадира либийски граждани, но обещава да помогне на Либия да получи по-добър контрол върху сигурността. Египетският външен министър призовава за създаването на международен фонд, натоварен със събирането и съхраняването на оръжие в Либия, в координация с ООН и Либия. Целта е да се предотвратят инциденти, които застрашават сигурността, и такива, като убийството на цивилни граждани в Либия, включително и египтяни, живеещи в страната.
Така, докато Египет и Либия продължават да се карат помежду си за екстрадиции и ролята на ислямистките групи, съвместните задачи дават възможност за охраняване на границите, както и за инвестиции в Либия, които може да осигурят средства, чрез което двете страни да достигнат до по-малко спорни отношения.